# تپه آتشکده گره چغا
تپه آتشکده گره چغا مربوط به دوره اشکانیان - دوره ساسانیان است و در شهرستان نهاوند، بخش خزل، روستای گره چغا واقع شده و این اثر در تاریخ ۲۴ اسفند ۱۳۸۳ با شمارهٔ ثبت ۱۱۴۳۸ به‌عنوان یکی از آثار ملی ایران به ثبت رسیده‌است.